# Anna Maria Kaufmann
Anna Maria Kaufmann (Edmonton, 15 oktober 1964) is een Canadees/Duitse operazangeres. Sinds 2006 bezit ze de Duitse nationaliteit.

## Biografie
Kaufmann groeide op in Lacombe ten zuiden van Edmonton en was aan het begin van haar carrière alleen in haar vrije tijd te bewonderen op het podium in clubs en privé-evenementen.
Haar opleiding in klassieke zang kreeg ze aan het Robert-Schumann-Musikinstitut in Düsseldorf, waar ze les kreeg van Erika Köth en Claire Watson. In 1990 volgde de professionele doorbraak van de sopraniste in de Hamburgse opvoering van de musical Das Phantom der Oper. Naast Peter Hofmann zong en speelde ze de vrouwelijke hoofdrol van de balletdanseres Christine Daaé en werd ze in 1993 na meer dan 500 optredens voor haar prestatie onderscheiden met de Goldene Europa en in 1994 met de Goldene Löwe. De soundtrack van de productie met Kaufmann en Hofmann is met meer dan twee miljoen alleen in Duitsland verkochte exemplaren de meest succesvolle Duitse musical-geluidsdrager aller tijden. Voor deze uitstekende prestatie werd Kaufmann op 25 september 2010 onderscheiden met acht gouden platen tijdens het ZDF-gala Willkommen bei Carmen Nebel.
Na het musical-succes was ze ook te horen in klassieke zangrollen. In 1997 speelde ze in de operette The Mikado aan het operahuis in Vancouver, waarna de rol volgde van Violetta in La traviata, die ze in 1998 en 2000 speelde in Wiesbaden en in 1999 in Mannheim. In 2000 zong ze in Hamburg de titelrol in Carmen. In Bremen vierde ze in mei 2001 haar première in de tragische opera Lucia di Lammermoor en in oktober 2005 bezette ze de hoofdrol van Eva Perón in de in Bremen opgevoerde Duitstalige uitvoering van de musical Evita. Bovendien was ze in 2006 te zien in de Volksoper Wien in de titelrol als Die Herzogin von Chicago. Ze is bovendien bekend geworden bij een breder publiek door tv-optredens in muziekprogramma's en als gast in diverse shows en in 1997 speelde ze in de Tatort-aflevering Ausgespielt.
Kaufmann zong bovendien meermaals het volkslied voor wedstrijden van het Duits voetbalelftal, zo ook in 1994 voor de eerste keer voor een vriendschappelijke wedstrijd tussen Canada en Duitsland, toen ze de beide volksliederen zong van beide landen. Daarmee had ze naar eigen zeggen een jeugddroom verwezenlijkt. Toen ze voor de finale van Europees kampioenschap voetbal 1996 in Wembley het Duitse volkslied zong, keken meer dan een miljard mensen en tijdens het wereldkampioenschap voetbal 1998 zong ze samen met Joey Tempest de hymne Running with a Dream. Tijdens het wereldkampioenschap voetbal 2006 in Duitsland was ze betrokken bij meerdere concerten in verschillende uitzendplaatsen van het wereldkampioenschap. In 2004 zong ze het Duitse volkslied van de DEL-finale tussen de Frankfurt Lions en de Eisbären Berlin.
Kaufmann maakte meerdere opnamen en in 1992 bracht ze het studioalbum Anna Maria Kaufmann uit, dat onder andere twee duetten bevat met de Amerikaanse zanger Barry Manilow. In 2011 beëindigde Anna Maria Kaufmann de twintigjarige succesvolle samenwerking met Universal Music en tekende ze een contract bij het klassieke label Solo Musica. Het eerste album It's a Good Day! verscheen daar op 27 april 2012 en in juli 2015 verscheen de cd Wiener Blut met de Wiener Symphoniker.
Begin 2019 voltrok zich een imagewissel en ging ze samen met Ian Gillan van Deep Purple en andere rockgrootheden van Loverboy, The Sweet, Thin Lizzy en REO Speedwagon op de Rock meets Classic jubileumtoer 2019. Parallel daaraan bracht ze haar nieuwe album Rock goes Kaufmann uit.

## Onderscheidingen
- 1993: Goldene Europa
- 1994: Goldener Löwe (Radio Luxemburg)
- 2001: Radio Regenbogen Award, categorie Classic
- 2010: Viervoudig platina en achtvoudig goud voor de meer dan twee miljoen keer verkochte geluidsdrager Phantom der Oper

## Discografie
Soundtracks en opnamen
- 1990: Das Phantom der Oper (soundtrack, met Peter Hofmann)
- 2000: Carmen (opname van de Hamburger Aufführung)
- 2005: Evita (soundtrack van de Duitse versie)

Compilaties
- 2008: Musical Diva (de grootste musical-successen)
- 2010: Musical Diva (special edition)

Solo-publicaties
- 1996: La belle epoque (Zeit der Operette)
- 1997: Running with a Dream (maxi-cd)
- 1997: Das andere Leben
- 1998: Blame it on the moon
- 1999: Anna Maria Kaufmann
- 1999: Spotlight
- 2000: With one look
- 2001: With open arms
- 2003: Anna Maria Kaufmann singt Emme (composities van Emmerich Kálmán)
- 2004: Private Moments
- 2004: Eternally
- 2006: Adagio
- 2012: IT'S A GOOD DAY!
- 2015: Wiener Blut
- 2015: Christmas with Love
- 2019: Rock goes Kaufmann

- Bibliothèque nationale de France: cb16679461z (data)
- Gemeinsame Normdatei: 13469970X
- International Standard Name Identifier: 0000 0004 6071 1509
- MusicBrainz: 26d4496a-f6b3-420f-a15e-ecff2c93351a
- Virtual International Authority File: 79737118
- WorldCat: E39PBJw4FQQGCW9VCf7PytWv73